# Batalla naval de Barcelona (1359)
La batalla naval de Barcelona de 1359 fou un dels episodis de la Guerra dels dos Peres.

## Antecedents
La guerra dels dos Peres, causada per les pretensions del monarca castellà sobre les terres del sud del Regne de València, incloent-hi Múrcia, Elx, Alacant i Oriola, esclatà per un episodi en què nou galeres catalanes, armades per Mossèn Francesc de Perellós amb llicència de Pere el Cerimoniós, que anaven en auxili del Regne de França contra el Regne d'Anglaterra, van arribar a Sanlúcar de Barrameda a la recerca de vitualles i van capturar en aquelles aigües dos vaixells de la República de Gènova, república en guerra amb Aragó. Pere el Cruel, que es trobava a l'esmentat port, va requerir Perellós perquè abandonés la seva presa; i com l'aragonès no ho fes, es va queixar a Pere el Cerimoniós, qui tampoc li va fer cas, i perseguí Perellós amb algunes galeres fins a Tavira, però no va poder atrapar-lo, i com a venjança va fer cremar les mercaderies dels catalans a Sevilla.
El rei de Castella preparà una flota a Sevilla amb la intenció de destruir el poder marítim català, on el mateix Pere el Cruel hi embarcà. Per poder enfrontar-se amb l'armada catalana, els castellans van requerir el suport del Regne de Granada, la República de Gènova. La flota, comandada per l'almirall Egidi Boccanegra, germà del dux Simone Boccanegra, i amb els capitans castellans García Álvarez de Toledo, Jaime García de Padilla i Pero López de Ayala es reuní a Cartagena on el rei castellà va esperar les naus del Regne de Portugal que no van arribar, i entretant va enviar set galeres a capturar naus aragoneses, però només es van poder fer amb una carraca veneciana a Mallorca.
Pere el Cerimoniós, que sabia dels preparatius de la flota castellana, manà reforçar les defenses costaneres i que els vaixells no sortissin de port per no ser capturats, i creient que l'objectiu era desembarcar a Mallorca, hi va organitzar una armada de quaranta galeres.
La flota va desembarcar el 4 de juny a Guardamar, que fou presa. L'estol va desembarcar a la ciutat de València, defensada per Ramon Berenguer I d'Empúries, però la guarnició no va sortir de la ciutat per presentar batalla, i els assaltants van reembarcar per combatre a les costes catalanes. A les boques de l'Ebre s'hi va unir l'estol portuguès de Lanzarote Pezana, i a Tortosa els esperava el cardenal Guiu de Boulogne, llegat apostòlic entre els regnes espanyols, enviat per Innocenci VI per convèncer-lo en va de la necessitat d'arribar a un acord.

## Batalla
L'estol del Regne de Castella es presentà davant de Barcelona el 9 de juny de 1359 capitanejada per l'almirall Egidi Boccanegra provinent de Sevilla, d'on havia salpat el mes d'abril i a la que es van incorporar tres naus del Regne de Granada i la carraca veneciana, que s'havien armat amb brigoles.
La defensa catalana es va haver d'improvisar i la va liderar Bernat III de Cabrera i Hug II de Cardona i els capitans Bernat i Gilabert de Cruïlles, Bernat Margarit i Pere Asbert, amb el comandament del rei sobre una nau enorme al mig de la línia. La flota de deu galeres i molts vaixells petits, on es van situar els ballesters arribats dels pobles del pla de Barcelona i el Vallès, i comandats per Ramon de Pujol, Ramon i Bernat Planella, Bernat de Perapetusa, Ramon Berenguer de Vilafranca i Humbert de Ballestar es va situar al llarg de la platja, coberta per un banc de sorra conegut com "Les tasques", just davant del Convent de Sant Nicolau de Bari fins al carrer de Regomir. La línia de defensa es va situar de manera que les quatre brigoles de la costa tenien a l'abast les naus atacants, protegides pels ballesters, i la coronela, organitzada per gremis.
Les tropes de Pere el Cerimoniós van disparar una bombarda de les que hi havia muntades sobre les galeres catalanes, inutilitzant una de les galeres atacants, destruint els seus castells i l'arbre, mentre els atacants llençaven pedres amb les brigoles que queien sobre la platja causant mofa per part del barcelonins, i finalment els castellans van haver de fugir.
| «                                                   | ...e la nostra nau desparà una bombarda e ferí en lo castell de la nau de Castella... | » |
| — Cròniques dels reis d'Aragó e comtes de Barcelona |                                                                                       |   |

## Conseqüències
Els castellans es van dividir en dos grups i van desembarcar a la boca del Llobregat per proveir-se d'aigua dolça, i van haver de derrotar una partida d'homes que s'hi va acostar des de Sant Boi de Llobregat i Barcelona.
L'estol castellà va dirigir-se, passant per Tortosa, a l'illa d'Eivissa l'11 de juny, amb intenció de conquerir-la fins on els van perseguir una armada de la Corona d'Aragó de quaranta galeres que s'havia bastit a Mallorca vingudes des de Cotlliure, i l'estol castellà fugí cap Alacant, on l'Orde de Montesa els va fer front, i finalment van reembarcar i dirigir-se a Calp mentre els perseguidors fondejaven a Dénia, i finalment Pere el Cruel i Egidi Boccanegra es van dirigir sense oposició a Cartagena.
A Cartagena, els portuguesos es van acomiadar, i Pere I de Castella va desembarcar, dirigint-se per terra a Tordesillas, mentre les naus castellanes tornaven a Sevilla.